# Neobatrachus sudelli
Neobatrachus sudelli är en groddjursart som beskrevs av Lamb 1911. Neobatrachus sudelli ingår i släktet Neobatrachus och familjen Limnodynastidae. IUCN kategoriserar arten globalt som livskraftig. Inga underarter finns listade i Catalogue of Life.